# مصارعة الأقزام

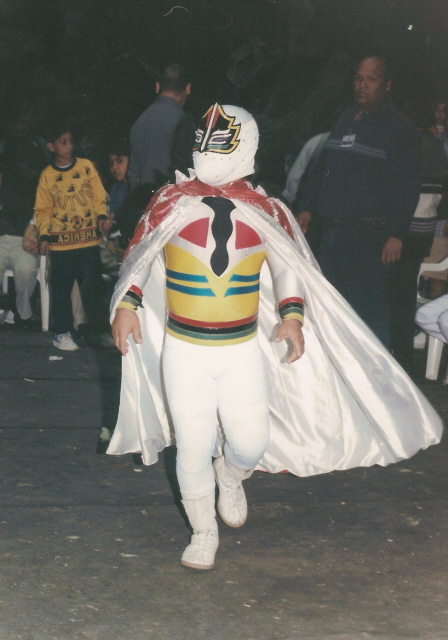
ماسكاريتا ساجرادا في طريقه إلى الحلبة

مصارعة الأقزام هي مصارعة محترفة تشمل أشخاصًا ذوي قامة قصيرة للغاية. كانت ذروتها في الخمسينيات والستينيات من القرن العشرين، عندما قام مصارعون مثل ليتل بيفر، ولورد ليتلبروك، بجولة في أمريكا الشمالية، وكان سكاي لو لو هو حامل لقب بطولة العالم للمصارعين قصار القامة التابعة لاتحاد المصارعة الوطني. في العقود القليلة التالية، أصبح المزيد من المصارعين بارزين في أمريكا الشمالية، بما في ذلك المصارعين الأجانب مثل المصارع الياباني ليتل طوكيو.
حظيت هذه المسابقة بشعبية كبيرة في اتحادات المصارعة من خمسينيات إلى سبعينيات القرن الماضي. تضمنت العديد من البطاقات مصارعين من فئة الأقزام، بما في ذلك مصارعة فرق الزوجي ومصارعة الأقزام النسائية. وكثيرًا ما تضمنت البرامج التلفزيونية للفعاليات في مدن مختلفة مباريات للأقزام.
بدأت مصارعة الأقزام في التراجع بعد راسلمينيا 3 التي أقامتها مؤسسة المصارعة العالمية الترفيهية. بعد ذلك، استمرت العروض الترويجية في عرض أقسام الأقزام، لكن شعبيتها كانت في انخفاض بطيء. بحلول منتصف تسعينيات القرن العشرين، ظهر مصارعو الأقزام في الغالب في مباريات وفقرات كوميدية، بدلاً من مباريات المصارعة التنافسية الجادة. في المكسيك، لم يكن هذا هو الحال، حيث استمرت المصارعة ماسكاريتا ساجرادا في المنافسة في العروض الترويجية المكسيكية البارزة مثل اتحاد المصارعة الحرة AAA العالمية ومجلس المصارعة الحرة العالمي. بحلول منتصف العقد الأول من القرن الحادي والعشرين في الولايات المتحدة، أصبحت أقسام الأقزام مرة أخرى جزءًا من العروض الترويجية الكبرى للمصارعة، وكان المصارعون مثل هورنسواغل من دبليو دبليو إي يتنافسون ويفوزون بالبطولات المخصصة للمصارعين الذكور متوسطي الحجم.
انتقدت منظمة صغار أمريكا (LPA) مصارعة الأقزام لأنها تعزز الصور النمطية بأن الصغار ليسوا أكثر من مجرد ترفيه، واستخدام كلمة «قزم»، مشيرين إلى أنها مسيئة مثل الازدراء. آراء الفنانين المتنافسين في الأحداث حول هذا المصطلح متباينة؛ فبعضهم يعتبر المصطلح مجرد وصف لحجمهم الصغير، بينما يعتبره آخرون قديمًا أو مسيئًا.

## الولايات المتحدة وكندا

### التاريخ المبكر
كان لمصارعة الأقزام المحترفين أصولها المبكرة في عروض الفودفيل في الولايات المتحدة. في هذه العروض، كانت الكوميديا بنفس أهمية الألعاب الرياضية. وتعود هذه الرياضة أيضًا إلى أصول المصارعة المحترفة، حيث تم وضع قيمة كبيرة على ما هو غير عادي بصريًا.

### الذروة
في عام 1949، فاز سكاي لو لو في معركة ملكية ضمت ثلاثين رجلاً ليصبح الفائز ببطولة إن دبليو إيه للعالم للأقزام الأولى، وهي بطولة فردية للأقزام تروج لها التحالف الوطني للمصارعة. كان سكاي لو لو، أحد أبرز المصارعين المحترفين من فئة صغار القامة، على خلاف طويل الأمد مع فارمر بروكس.
لقد تم تسمية الخمسينيات من القرن العشرين بـ«العصر الذهبي لمصارعة الأقزام». خلال العقد، قام كل من سكاي لو لو وليتل بيفر و لورد ليتلبروك وكيوبيد فوزي بجولة في أراضي كندا، حيث شاركوا في عروض ترويجية مثل ستامبيد ريسلينغ التابعة لستو هارت. كان المروج والمنظم الرئيسي لمصارعة الأقزام في ذلك الوقت هو جاك بريتون، الذي كان متمركزًا في مونتريال، كيبيك. في أونتاريو، قام لاري كاسابوسكي أيضًا بالترويج لعروض المصارعة القزمة. في كندا، حصلت سكاي لو لو وليتل بيفر على ما يصل إلى 15% من عائدات البوابة في فعالياتهما.
كان لدى المصارعين المحترفين العديد من الحيل لجذب الجماهير والإيرادات. كانت إحدى حيل سكاي لو لو هي التحدي المفتوح لأي مصارع محترف آخر من ذوي الحجم الصغير لهزيمته في مباراة من اثنتين من ثلاث مباريات مقابل 100 دولار. كان يقلب نفسه رأسًا على عقب ويحافظ على توازنه على رأسه. حتى أن الثنائي سكاي لو لو وليتل بيفر تنافسا في مباراة للملكة إليزابيث الثانية وملك مصر فاروق الأول. كما تعاون سكاي لو لو بشكل متكرر مع كيوبيد فوزي في مباريات الفرق الثنائية. وفي الوقت نفسه، كان يُنسب إلى اللورد ليتل بروك أنه كان من أوائل المصارعين من أي طول يستخدمون المناورات الجوية في مبارياته. بالإضافة إلى أمريكا الشمالية، تصارع ليتل بروك في أستراليا واليابان وتايلاند. كما قدم المصارعون الأقزام عروضهم في كوبا (قبل عام 1959)، وأمريكا الجنوبية، وأمريكا الوسطى، وإنجلترا، وأيرلندا، واسكتلندا، ودول القارة الأوروبية.
في الستينيات من القرن العشرين، قام ليتلبوك بتدريب مصارعين آخرين من فئة صغار القامة، بما في ذلك كاوبوي لانج. كما قامت المصارعة ذا فابولوس مولا بتدريب مصارعين أقزام في منزلها في ولاية كارولينا الجنوبية، بما في ذلك المصارعة القزمية دايموند ليل.
كانت المصارعات القزمات مشهورات في الستينيات والسبعينيات. بدءًا من منتصف إلى أواخر الستينيات، تصارع دايموند ليل مع دارلينج داجمار، وفي السبعينيات، كان ليل في عداوة رئيسية مع الأميرة ليتل دوف. ومن بين المتنافسات البارزات الأخريات شيلا جونسون، وتشيري لامور، وجيبسي روز. تنافست النساء، وكذلك الرجال، بانتظام على الترقيات مثل بطولة جورجيا للمصارعة.

### الذروة والانحدار
ظلت مصارعة الأقزام تحظى بشعبية كبيرة في السبعينيات والثمانينيات، مع قدوم المصارعين الأجانب إلى الولايات المتحدة للتنافس. ليتل طوكيو، المصارع الياباني المحترف، شق طريقه إلى التحالف الوطني للمصارعة في سبعينيات القرن العشرين. واصل المصارع البريطاني اللورد ليتل بروك المنافسة، لكنه أصبح مديرًا لجاك فيكتوري وريب مورجان في بطولة العالم للمصارعة في أواخر الثمانينيات.
ضم الاتحاد العالمي للمصارعة العديد من المصارعين الأقزام إلى بطاقاته في الثمانينيات. في راسلمينيا 2 في أبريل 1986، ظهر هايتي كيد في زاوية الممثل السيد تي، الذي كان في مباراة ضد المصارع رودي بايبر. في 12 مارس 1987، تضمنت فعالية راسلمينيا 3 التابعة لاتحاد المصارعة العالمي - والتي تعتبر ذروة طفرة المصارعة في الثمانينيات - مباراة فرق مع المصارعين القزمين هايتي كيد وليتل بيفر، مع المصارع متوسط الحجم هيلبيلي جيم الذي هزم ليتل طوكيو ولورد ليتلبروك، مع كينج كونج بوندي بسبب الاستبعاد. أثناء المباراة، قام بوندي بضرب ليتل بيفر على الحصيرة، مما أدى إلى كسر ظهره وإجباره على التقاعد المبكر. كان سكاي لو لو أيضًا يقوم بجولة مع اتحاد المصارعة العالمي في الثمانينيات.
كما كانت هناك عروض ترويجية مثل بطولة العالم للمصارعة على المستوى العالمي ومصارعة المدينة العاصفة تضم أيضًا أقسامًا للأقزام خلال هذا الوقت. استعانت منظمة مصارعة الجائزة الكبرى في كندا بمصارعين من ذوي الحجم الصغير، بما في ذلك فارمر بروكس، حتى تم إغلاقها في عام 1992. في أواخر عام 1992، وقع الكندي كلود جيرو مع اتحاد المصارعة العالمي وتعاون مع فريق بوشواكيرز في عداوتهم ضد فريق بيفرلي براذرز، وكلاهما كان فريقًا من المصارعين ذوي الحجم الكامل.
شهدت رياضة المصارعة القزمة التنافسية تراجعاً حاداً في الولايات المتحدة في أوائل تسعينيات القرن العشرين. بدأ المصارعون الأقزام في الظهور في أدوار أكثر كوميدية، وهو ما انتقده صغار أمريكا ‏ ووصفوه بأنه «مهين تمامًا ويضع الصغار في الخارج كعرض جانبي وترفيه». في هذه الأدوار الكوميدية، ظهر المصارعون كنسخ مصغرة من نجوم المصارعة الحقيقيين. على سبيل المثال، واصل كلود جيرو فترة عمله في اتحاد المصارعة العالمي من خلال ارتداء ملابس نسخة مصغرة من المصارعين الأكبر حجمًا؛ وكان أبرزها شخصية دينك المهرج، الذي كان بمثابة النسخة المصغرة من دوينك المهرج. بصفته دينك، ظهر جيرو في راسلمينيا إكس عام 1994 في مباراة تعاون فيها مع دوينك ضد بام بام بيجلو ولونا فاشون. ظهر مرة أخرى في سلسلة الناجين في ذلك العام، حيث تعاون مع دوينك واثنين من المصارعين القزمين الآخرين (بينك ووينك) في مباراة ضد جيري لولر و«المصارعين الصغار» التابعين لولر (سليزي، كويسي، وتشيزي). ردًا على الشعبية المتزايدة لاستخدام مصارعي الأقزام ككوميديا، صرح اللورد ليتل بروك، الذي كان مشهورًا في الخمسينيات من القرن العشرين، «أنا أشعر بالاشمئزاز، أنا حقًا أشعر بالاشمئزاز... أريد مصارعة الأقزام، لا أريد كوميديا الأقزام.»

### الانبعاث من جديد
في أواخر تسعينيات القرن العشرين، كان لدى اتحاد المصارعة العالمي (دبليو دبليو إف) واتحاد المصارعة الأمريكي (AAA) في المكسيك برنامج لتقاسم المواهب سمح لعدة مصارعين من ذوي الاحتياجات الخاصة بالتنافس على تلفزيون اتحاد المصارعة العالمي. ومن بين هؤلاء المصارعين ماكس ميني، إل توريتو، ماسكاريتا ساجرادا، ميني فيدر، ولا باركيتا. كما هو الحال في الولايات المتحدة، لعب هؤلاء المصارعون الأقزام نسخًا «مصغرة» من مصارعي دبليو دبليو إف وAAA بالحجم الكامل. ساجرادا، الذي أعيد تقديمه كشخصية تدعى نوفا، ظهر لأول مرة في الحلبة في مباراة مصارعة الأقزام في باد بلود في عام 1997 حيث تعاون مع ماكس ميني ضد تارانتولا وموزاييك. ظهر المصارعون الأقزام في دبليو دبليو إف شوتغن ليلة السبت وبرنامج دبليو دبليو إف ليلة الاثنين راو. كما ظهر مصارعو أقزام في اتحاد المصارعة العالمي في مباريات في رويال رامبل في عام 1997 ورويال رامبل في عام 1998.
كما شهدت بطولة العالم للمصارعة (دبليو سي دبليو) أيضًا تدفقًا للمصارعين المكسيكيين الصغار. في أواخر عام 1996، تصارع المصارع ذو الحجم الكامل ماسكارا ساجرادا في مباراة مظلمة قبل ستاركيد في عام 1996 حيث تعاون مع أوكتاجونسيتو (نسخة مصغرة من أوكتاجون) وهزم جيريتو استرادا وبيراتيتا مورجان، وكان الأخير أيضًا شخصًا صغيرًا. في اليوم التالي، واجهت الفرق بعضها البعض مرة أخرى، هذه المرة في دبليو سي دبليو مونداي نايترو.

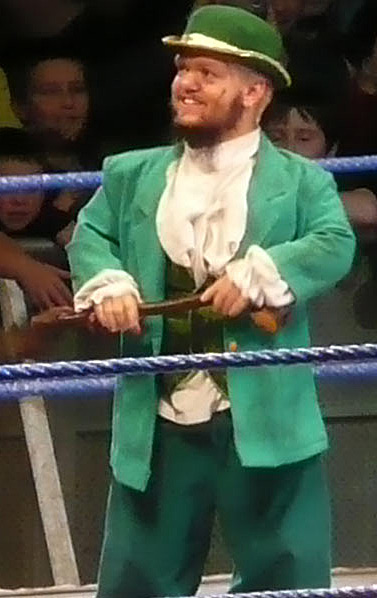
هورنسووجل في دبليو دبليو إي في عام 2007

في الدائرة المستقلة، كان هناك اهتمام متزايد بمباريات المصارعة القاسية، وبدأت مجموعات مثل هالف بينت براولرز في بيع أقراص دي في دي وافتتاح عروض موسيقية مثل كيد روك. كما تضمنت بطولة مصارعة كل نجوم العالم أيضًا مباريات قوية في عامي 2002 و2003، حيث تنافس مصارعون مثل ميتبول وتيو وبوبيت في مباريات يضربون فيها بعضهم البعض بصناديق القمامة وغيرها من الأجسام الغريبة. في الأيام الأولى من مصارعة توتال نونستوب أكشن (NWA:TNA) في عام 2002، كان العرض الترويجي يتضمن قسم مصارعة الأقزام المتشددين. على الرغم من التخلي عن القسم لاحقًا، في فيكتوري رود في عام 2004 - أول حدث شهري للدفع مقابل المشاهدة للشركة - هزمت ماسكاريتا ساجرادا بيراتيتا مورغان.
في عام 2005، أعلنت دبليو دبليو إي (دبليو دبليو إي) عن إنشاء قسم «الناشئين» ضمن برنامج سماكداون! العلامة التجارية، التي تتألف من مصارعين يبلغ طولهم خمسة أقدام أو أقل، ولكن تم إيقافها في مارس 2006. على الرغم من إطلاق العديد من المواهب «الصغيرة»، فقد قاموا بتعيين ديلان بوستل في مايو 2006، الذي لعب شخصية ليبركون (يُدعى ليتل باستارد ثم هورنسووجل)، والذي رافق المصارع الأيرلندي الشمالي فيت فينلي إلى الحلبة. في جريت أمريكان باش في يوليو 2007، فاز ببطولة دبليو دبليو إي كروزرويت، وهو اللقب الذي يحمله عادةً المصارعون الذكور ذوو الحجم الكامل. كما تنافس فينلي وهورنسووجل على بطولة الفرق الثنائية دبليو دبليو إي في ليلة الأبطال في يونيو 2008. خلال فترة عمله مع الشركة، تم جلب المصارعين الأقزام العاملين في الدائرة المستقلة، بما في ذلك شورت سليف سامبسون، لتصوير الإصدارات المصغرة من المصارعين الأكبر حجمًا الذين كان فينلي يتشاجر معهم.
في فبراير 2000، تم تأسيس اتحاد المصارعة الصغيرة (إم دبليو إف)، وهو اتحاد مصارعة يتكون بالكامل من أشخاص صغار. تميز العرض بمباريات مصارعة جادة وجوانب أكثر كوميدية. في أوائل عام 2008، استحوذت وكالة الحجز إنترتينمنت شاك على إم دبليو إف. بعد الاستحواذ، قامت وكالة الترفيه بتعيين العديد من المصارعين الجدد، مما جعل المنظمة أكبر عرض لمصارعة الأقزام في الولايات المتحدة. يمكن مشاهدة هذا العرض في جميع أنحاء البلاد من خلال جدول جولة يشمل الولايات المتحدة بأكملها وكندا وأمريكا الجنوبية. عادةً ما يقوم العرض الترويجي بحجز ما بين 150 إلى 180 عرضًا في السنة.
في القرن الحادي والعشرين، كان هناك جدل كبير حول هذه الرياضة. قامت فرقة المصارعة القاسية هالف بينت براولرز بمحاكاة الجنس، واستخدمت مسدسات الدبابيس كأسلحة، وأدت عروضًا باستخدام حيل قاسية أخرى في يناير 2008 خلال حدث أخوي دلتا أبسيلون في جامعة نورث وسترن. وقد أدى هذا الحدث إلى تعرض الأخوية لإجراءات تأديبية. في أغسطس 2008، تسببت الفنانات في فرقة إم دبليو إف في حدوث اضطراب عندما ظهرن عاريات الصدر في أحد الحانات في كانتون، إلينوي. بالإضافة إلى ذلك، بدأ صغار أمريكا في التعبير عن استيائهم من استخدام كلمة «قزم» في عام 2007، معتبرين أنها مهينة. لا يتفق المصارعون المشاركون في هذه الرياضة دائمًا مع هذا التقييم، مشيرين إلى طول عمر هذه الرياضة وجاذبية المصطلح للجمهور.
في عام 2018، قررت منظمة مصارعة الأقزام المتطرفة، التي يقع مقرها في تكساس، والتي قامت بجولات في جميع أنحاء الولايات المتحدة لسنوات عديدة، القيام بجولة في إنجلترا وويلز في المملكة المتحدة بسبب الاهتمام المتزايد بمشهد المصارعة في المملكة المتحدة. وقد طلبوا من وكالة ديجو ميديا، ومقرها ويلز، المساعدة في اللغة واللهجة والمسائل الترجمية، وبدأوا في إزالة كلمة «قزم» من جميع المواد التسويقية في المملكة المتحدة. عند إطلاق اللعبة، تم استبدال كلمة (بالإنجليزية: Dwarfanators) على وسائل التواصل الاجتماعي والملصقات والإعلانات واللافتات. عارضت جمعية النمو المقيد (RGA) هذا الحدث ووصفته بأنه «عرض غريب». أثار بيان جمعية النمو المقيد استياء العديد من الأشخاص في مجتمع المصارعة. تحدث بعض الشخصيات البارزة في مجتمع الأقزام مثل جيمس لوستر (الممثل والمشارك السابق في ألعاب الأقزام والمستشار) ضد المنظمة، بما في ذلك أقارب سابقون لمؤسسي جمعية النمو المقيد. وبمجرد أن منعت ثلاثة أماكن في إنجلترا الأقزام من الظهور، تم رفع قضية قانونية بتهمة التمييز، مستشهدة بقانون المساواة لعام 2010. أوقفت شركة كايوت أوغلي سالونز في المملكة المتحدة بيع التذاكر لفترة وجيزة أثناء تلقيها المشورة بشأن هذه المسألة، ثم قدمت دعمها للأحداث.
في عام 2022، أعلنت اتحاد المصارعة الكبرى عن إنشاء قسم الأقزام.

## المكسيك
ماسكاريتا ساجرادا هي المصارعة القزمة الأكثر شعبية في المكسيك وقد ظهرت أيضًا في دبليو دبليو إي وبطولة العالم للمصارعة في الولايات المتحدة. في المكسيك، تنافس في AAA، و مجلس المصارعة الحرة العالمي (سي إم إل إل)، وقائمة طويلة من المنظمين المستقلين على مر السنين. ظهر لأول مرة في سي إم إل إل، حيث تم تصميمه على غرار المصارع الشهير ماسكارا ساجرادا وتم منحه اسم الحلبة الذي يعني باللغة الإسبانية «القناع المقدس الصغير». خلال عامه الأول في العمل باسم ماسكاريتا ساجرادا، ظهر كضيف في بورتوريكو للعمل مع مجلس المصارعة العالمي (WWC) في عرض الذكرى السنوية السابعة عشر لهم، حيث تعاون مع أغيليتا سوليتاريا في محاولة خاسرة ضد فريق القراصنة مورغان وإسبكتريتو. كانت هذه المباراة واحدة من المواجهات المبكرة بين ماسكاريتا ساجرادا وإسبكتريتو، وهي منافسة استمرت لمدة عقد من الزمن وامتدت عبر العديد من العروض الترويجية.
في تسعينيات القرن العشرين، عندما بدأت شعبية مصارعة الأقزام في الولايات المتحدة في التراجع، ظلت شعبية في المكسيك. في الواقع، أنشأ اتحاد المصارعة المكسيكي البارز مجلس المصارعة الحرة العالمي (سي إم إل إل) قسمه الخاص بالملاكمين الصغار في العام السابق في عام 1989. في عام 1992، أنشأت المنظمة بطولتها الأساسية لمصارعي الأقزام، وهي بطولة سي إم إل إل إل العالمية المصغرة لإستريلا العالمية. كانت ماسكاريتا ساجرادا هي البطلة الأولى.
استمرت عداوتهما بين ماسكاريتا ساجرادا وإسبيكتريتو في بطولة AAA، والآن مع بطولة المكسيك الوطنية المصغرة التي تم إنشاؤها حديثًا في التسعينيات. في يناير 1994، أصبح إسبكتريتو أول بطل بعد فوزه بنهائي البطولة. في نوفمبر 1994، تعاون ساجرادا وأوكتاجونسيتو لهزيمة إسبكتريتو وجيريتو إسترادا في أول حدث للدفع مقابل المشاهدة في AAA بعنوان عندما تتصادم العوالم. في عام 2002، أنشأت AAA بطولة أ أ أ ماسكوت تاغ تيم تشامبيونشيب، وهي بطولة فرق العلامات التي كان يُقامها مصارع كامل الحجم و«صغيره». كان الأبطال الأوائل هم ماسكارا ساجرادا وماسكاريتا ساجرادا، اللذان احتفظا باللقب لمدة عامين تقريبًا قبل أن يخسراه أمام إل أليبريجي وكويجيه. احتفظ الفريق الأخير بالبطولة حتى 7 أبريل 2009 عندما غادروا الترقية وأصبح اللقب شاغرا.

## البطولات والإنجازات
تم إدخال سكاي لو لو (مارسيل غوتييه) الذي كان أول بطل عالمي للقزم في اتحاد المصارعة الوطني، وليتل بيفر (ليونيل جيرو)، ولورد ليتلبروك ‏، وفوزي كيوبيد إلى قاعة مشاهير المصارعة المحترفة. بالإضافة إلى ذلك، تم تطوير جوائز أخرى للمصارعين المحترفين من ذوي الحجم الصغير. على سبيل المثال، قدمت مجلة مجلة المصارعة المحترفة المصورة جائزة المصارع القزم لهذا العام سنويًا من عام 1972 إلى عام 1976.
قامت منظمة المصارعة الوطنية بالترويج لبطولة إن دبليو إيه للعالم للأقزام من عام 1949 حتى عام 1999. احتفظ ليتل طوكيو باللقب أكثر من أي مصارع آخر، بمجموع ثلاث فترات حكم. كانت هناك أيضًا بطولة فريق القزم العالمي، والتي أقيمت بين مصارعين مثل طوكيو الصغيرة ولورد ليتلبروك. هناك أيضًا العديد من ألقاب الميجيت المكسيكية، بما في ذلك بطولة أ أ أ وورلد ميني-إسترياس وبطولة أ أ أ ماسكوت تاغ تيم تشامبيونشيب مجلس المصارعة الحرة العالمي عالم ميني استريلا، وبطولة ميني إستريلا الوطنية المكسيكية ‏، وبطولة رابطة المصارعة العالمية المصغرة.

## المصارعون الأقزام البارزون
| - كاوبوي لانغ (هاري لانغ) - كاتي غلاس (كاتي غلاس) - إسبكتريتو (ماريو خيمينيز) اشتهر باسم ميني فييدر في دبليو دبليو إف - إسبكتريتو 2 (أليخاندرو خيمينيز) اشتهر باسم ميني مانكايند وتارانتيولا في دبليو دبليو إف - فارمر بروكس (كليفورد فريزر) - فازي كيوبيد (ليون ستاب) - هاييتي كيد (رايموند كيسلر) - هورنسواغل (ديلان بوستل) - كيمونيتو (غير معروف) - لا باركيتا (ألبرتو خيمينيز) اشتهر باسم ميني نوفا في دبليو دبليو إف | - ليتل بيفر (ليونيل جيرو) - ليتل طوكيو (شيغيري أكاباني) - لورد ليتلبروك (إيريك توفي) - إل توريتو المعروف أيضًا بإل توريِّتو في دبليو دبليو إي - ماسكارِيتا سغرادا (الاسم الحقيقي غير معروف) - ميتبول (ريتشارد إلينجر) - ميكرومان - ميخي (الاسم الحقيقي غير معروف) - ميني أبيسمو نيغرو اشتهر باسم ميني جولدوست في دبليو دبليو إف - ميني بسيكوسيس (إنريكي ديل ريو) | - أوكتاغونسيتو (غير معروف) اشتهر باسم موزاييك في دبليو دبليو إف - إل غاليتو - أوكتاغونسيتو (AAA) - بيراتيتا مورغان (رايموندو رودريغيز) اشتهر باسم ذا باتاليون في دبليو دبليو إف - تايغر جاكسون (كلود جيرو) المعروف أيضًا بدينك ذا كلاون في دبليو دبليو إف - تزكي (الاسم الحقيقي غير معروف) المعروف أيضًا بماكس ميني في دبليو دبليو إف - شوكيرسيتو (خافيير كورتيس سانشيز) - شورت سليف سامبسون (دان ديلوكتشيو) - سكايلو لو (مارسيل غوتييه) - تايني ذا تيريبيل (دوغلاس تانسـتال الابن) - ألتارتومبيتا (الاسم الحقيقي غير معروف) |  |

## وصلات خارجية
- موقع اتحاد المصارعة الصغيرة على الإنترنت
- فيديوهات مصارعة الأقزام مباريات مصارعة الأقزام الحقيقية
- موقع بطولة المصارعة الصغيرة على الويب لبطولة المصارعة الصغيرة
- بيت الخداع العديد من صور مصارعي العصر الذهبي
- متحف المصارعة بعض الصور والسير الذاتية المختصرة للقزم الشهير